# Appendicula inermis
Appendicula inermis är en orkidéart som beskrevs av Cedric Errol Carr. Appendicula inermis ingår i släktet Appendicula och familjen orkidéer. Inga underarter finns listade i Catalogue of Life.